# Klobenjochspitze
La Klobenjochspitze est une montagne qui s’élève à 2 041 m d’altitude dans les Alpes de Brandenberg, en Autriche.